# دروزدوو (استان لوبوسکی)
دروزدوو (به لهستانی:  Drozdów) یک روستا در لهستان است که در گمینا ژاره واقع شده‌است.